# المجاهد الأكبر
المجاهد الأكبر هو اللقب الذي كان يطلق على الرئيس التونسي الحبيب بورقيبة من قبل أنصاره، وفي وسائل الإعلام الرسمية، وهو أحب الألقاب إليه.

## قبل بورقيبة
يبدو أن هذا اللقب أطلق قبل بورقيبة على الزعيم الجزائري مصالي الحاج، من قبل شكيب أرسلان. وبالفعل فقد وزعت وبيعت صور مصالي الحاج في نوفمبر /تشرين الثاني 1937، وقد كتب عليها بخط يد أرسلان ما يلي: «المجاهد الأكبر الأستاذ مصالي الحاج، رئيس حزب الشعب الجزائري سجين بربروس، ولو كانت الشبيبة الإسلامية كلها على نمطه لتحرر الإسلام من زمن طويل، شكيب أرسلان». وللتذكير فقد كان مصالي الحاج آنذاك سجينا.

## لقب بورقيبة
أما بورقيبة فيبدو أن هذه التسمية جاءت لاحقا، بعد سجنه هو الآخر إثر  أحداث 9 أفريل 1938. ويذكر الرشيد إدريس أنه هو الذي أطلق هذا اللقب على بورقيبة عندما كان في السجن، ويبدو أن ذلك كان عام 1938 أو 1939. ومنذئذ التصق هذا الاسم ببورقيبة إلى تنحيته عن سدة الحكم في 7 نوفمبر/تشرين الثاني 1987، وكان يعتبره أحب الألقاب إليه.

## ألقاب الزعماء
أطلقت ألقاب على زعماء الحركة الوطنية التونسية ومن أهمها:
- المجاهد الكبير، وهو لقب صالح بن يوسف، الأمين العام للحزب الحر الدستوري التونسي، ومنافس بورقيبة حول اتفاقيات الاستقلال الداخلي.
- زعيم الشباب، وهو لقب علي البلهوان، وذلك أنه كان مختلطا بالشباب بمختلف فئاته وخاصة منه الشباب التلمذي حيث كان أستاذا بالمدرسة الصادقية .
- الزعيم المحبوب، وهو لقب المنجي سليم، مدير الحزب الحر الدستوري الجديد والذي تولى في عهد الاستقلال وزارة الخارجية.